# Gaussian
Gaussianは、ジョン・ポープルが1970年に設計した計算化学用のソフトウェアである。名前は、計算速度を上げるためにスレーター軌道の代わりに導入したガウス軌道に由来する。ハートリー-フォック方程式などのab initio計算を用いた方法の研究を進める原動力となった。最初はQuantum Chemistry Program Exchangeから入手可能であったが、後にカーネギーメロン大学がライセンス供与され、さらにその後Gaussian社に著作権が移され、1987年からは同社が開発している。
Gaussianは電子構造の研究を行うプログラムとして急速に広まった。GaussianでGaussViewを併用することにより、さらに簡単に豊富な構築機能と視覚化機能を利用できる。ポープルらのグループも、このプログラムを使って量子化学の研究を進めた。
後述する議論を引き起こす使用許諾方針にもかかわらず、Gaussianは非常に幅広く使用されており、計算化学において最も重要なプログラムの1つであると見なされている。

## 公式リリース
Gaussian 70、Gaussian 76、Gaussian 80、Gaussian 82、Gaussian 86、Gaussian 88、Gaussian 90、Gaussian 92、Gaussian 92/DFT、Gaussian 94、Gaussian 98、Gaussian 03、Gaussian 09、Gaussian 16。

## 標準機能
Gaussian16の機能。

### 計算方法
- 分子力学計算: AMBER、DREIDING、UFF（英語版）
- 原子価結合法: GVB-PP
- 半経験的手法: CNDO、INDO（英語版）、MINDO（英語版）/3、MNDO、AM1（英語版）、PM3、ZINDO（英語版）、PM3MM、PDDG、PM6、PM7
- ハートリー–フォック法: RHF、ROHF、UHF
- 配置間相互作用: CIS、CID、CISD、QCISD（英語版）
- メラー–プレセット摂動法: MP2、MP3、MP4、MP5
- クラスター展開法: CCD、CCSD、EOM-CCSD、SAC-CI
- 多配置SCF: CASSCF、RASSCF
- 密度汎関数法: LDA、(meta-)GGA（BVP86、PBEPBE、BLYP、TPSSTPSS等）、混成（B3LYP、B3PW91、mPW1PW91、PBE1PBE、M06（英語版）、M08、HSEh1PBE等）、LC（長距離補正; LC-ωPBE、CAM-B3LYP、ωB97X等）、Double Hybrid (B2PLYP、mPW2PLYP、DSDPBEP86、PBE0DH、PBEQIDH)、経験的分散力補正（PFD、GD3、およびGD3BJ）
- G1-G4法（英語版）: G1、G2、G2MP2、G3、G3MP2、G3B3、G3MP2B3、G4、G4MP2
- W1法: W1U、W1BD、W1RO
- 相対論効果: Scalar (DKH 2nd order、DKH 0th Order、REC)
- 溶媒効果: Onsager（英語版）、PCM、IPCM、SCI-PCM、State-Specific PCM、SMD、PTED
- 外場の設定: 点電荷、静電場（多重極子）、Fermi contact perturbation
- 量子分子動力学法: BOMD、ADMP
- QM/MM: ONIOM
- 周期境界条件: 1-3次元

### 構造予測・反応解析
- 構造最適化計算: EF、GDIIS、GEDIIS、RFO、Newton-Raphson、steepest-descent
- 遷移状態探索: EF、GDIIS、STQN、QST
- 反応経路: Scan、IRC
- 励起状態: TD-DFT、EOM-CCS、SAC-CI

### プロパティ計算
- 熱力学物性: エンタルピー、エントロピー、自由エネルギー、モル比熱など
- IRスペクトル、ラマンスペクトル（非共鳴、前期共鳴）
- 紫外可視吸収スペクトル・CDスペクトル・共鳴ラマンスペクトルとその微細構造（Franck-Condon項、Franck-Condon Herzberg-Teller項）
- 円二色性スペクトル (VCD（英語版）、ECD)
- 旋光分散（英語版）スペクトル (ORD)、旋光度
- NMR: 化学シフト、スピンースピンカップリング、磁化率
- ESR: gテンソル、hyperfine coupling constants
- 多重極子モーメント
- 電気陰性度、イオン化ポテンシャル
- （周波数依存）分極率・超分極率（1次、2次）
- 振動-回転（英語版）カップリング
- 原子電荷（英語版）: Mulliken、ESP

## ライセンス論争
過去に、Gaussian社は、競合するソフトウェアの開発に携わる研究者らへのソフトウェア使用ライセンスの発行をせず使用を拒否したとして、現在論争の的になった。この様に使用を拒否された人物の中には開発者のジョン・ポープルや、カリフォルニア工科大学、カリフォルニア大学バークレー校などの著名な研究施設も含まれていたとされる。これに関してはNatureやChemical & Engineering Newsなどの科学誌も批判的な記事を掲載し、理論化学者の国際組織World Association of Theoretical and Computational Chemistsによる投票でも23対5で非難の決議が決定された。
Gaussian社はこれに対して、ライセンスは全ての学術機関に対して発行しており、競合ソフトウェアを開発する個人だけが、不当に有益な情報を与えないためにGaussianの使用を禁じられている、と反論した。また、競合相手にライセンスを発行したのはソフトウェア業界における標準的な慣行であり、Gaussianコミュニティのメンバーは競合機関からのライセンス発行を拒否されている、とも主張した。